# سامرلند (کالیفرنیا)
سامرلند (به انگلیسی: Summerland) یک منطقهٔ مسکونی در ایالات متحده آمریکا است که در شهرستان سانتا باربارا، کالیفرنیا واقع شده‌است. سامرلند ۵٫۱۵۲ کیلومتر مربع مساحت و ۱٬۴۴۸ نفر جمعیت دارد و ۳۷ متر بالاتر از سطح دریا واقع شده‌است.